# Aloys Schulte

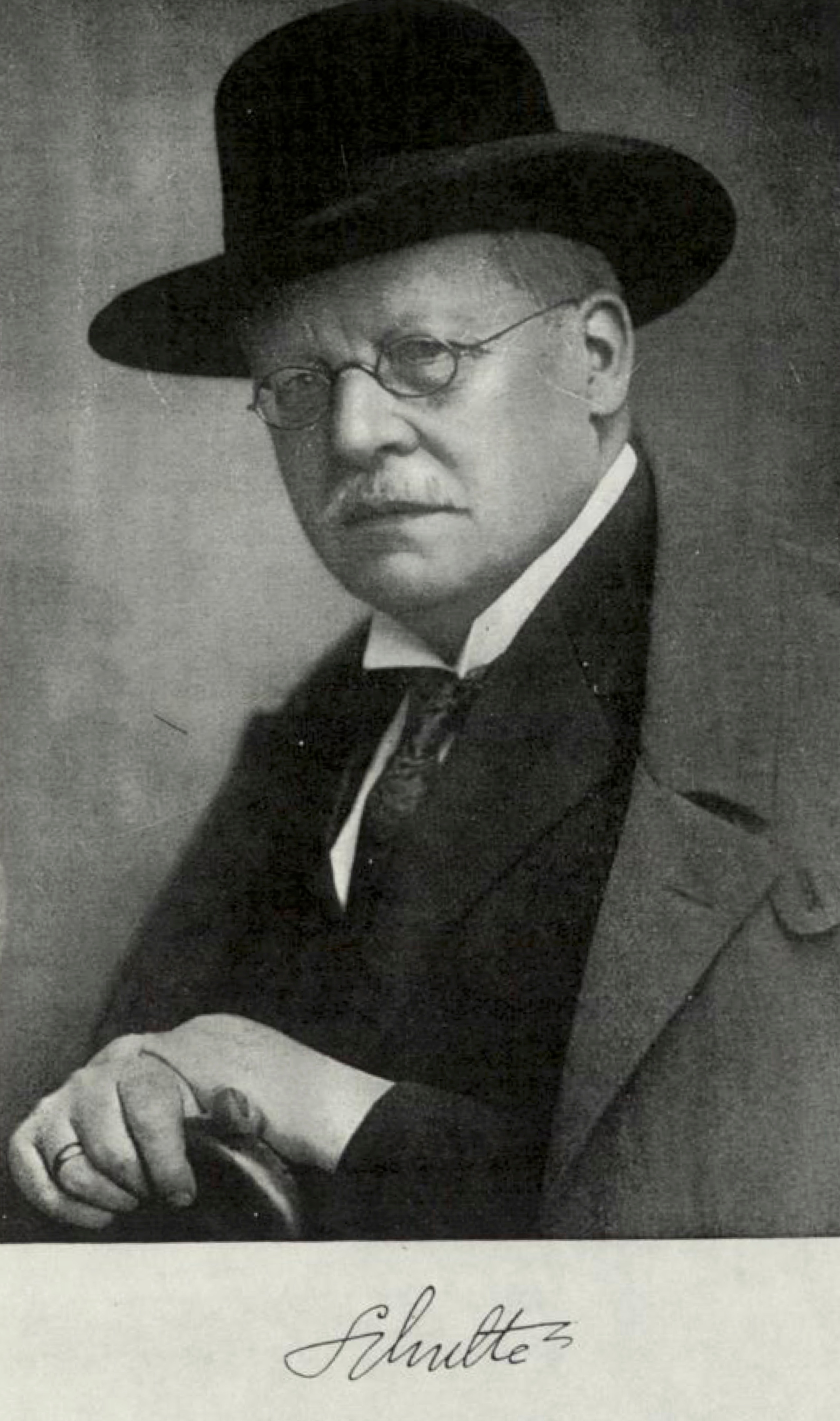
Aloys Schulte

Aloys Schulte (* 2. August 1857 in Münster; † 14. Februar 1941 in Bonn) war ein deutscher Historiker und Archivar.

## Leben
Der Sohn einer Münsteraner Kaufmannsfamilie besuchte bis 1876 das Gymnasium Paulinum in seiner Heimatstadt und studierte daraufhin an der Königlichen Akademie Münster Geschichte (u. a. bei Theodor Lindner und Paul Scheffer-Boichorst) und Philologie. Schulte wurde in Münster aktives Mitglied der katholischen Studentenverbindung Germania Münster im KV. 1879 wurde Schulte über Die sogenannte Chronik des Heinrich von Rebdorf zum Dr. phil. promoviert. Daraufhin arbeitete er in Straßburg an der Herausgabe eines Urkundenbuchs, wobei er sich mit dem führenden Erlanger Historiker und Straßburg-Forscher Karl Hegel – dessen wissenschaftlicher Mitarbeiter bei dem Editionsprojekt der Chroniken der deutschen Städte er eine Zeit lang war – austauschte, leistete dort seinen Wehrdienst ab und ließ sich bis 1883 zum Gymnasiallehrer ausbilden. Im gleichen Jahr wurde er Direktor des Fürstlich Fürstenbergisches Archivs, wo er mehrere Bände des Fürstenbergischen Urkundenbuches bearbeitete. In Donaueschingen heiratete er 1885 Oda Buck, die Tochter des Mundartdichters Michel Buck.
1885 wechselte Schulte als Großherzoglich Badischer Archivrat an das Generallandesarchiv Karlsruhe und wurde Redakteur der Zeitschrift für die Geschichte des Oberrheins. 1892 wurde er auf einen Lehrstuhl für neuere Geschichte der Albert-Ludwigs-Universität Freiburg berufen, stieß jedoch als Katholik auf erheblichen Widerstand in der Fakultät und nahm 1895 einen Ruf der Universität Breslau an, wo er von 1896 bis 1903 als ordentlicher Professor wirkte. 1901‒1903 leitete er zugleich das Königlich Preußische Historische Institut in Rom, bevor er 1903 an die Rheinische Friedrich-Wilhelms-Universität in Bonn wechselte, wo er 1928 emeritiert wurde. 1913/14 amtierte er als Rektor der Universität.
Schulte wurde auf dem Kessenicher Bergfriedhof beigesetzt.

## Werk
Schulte gilt aufgrund seiner auf reiche Quellenarbeit gestützten Monographien über die Geschichte des mittelalterlichen Handels zwischen Deutschland und Italien, über die Fugger in Rom und die Große Ravensburger Handelsgesellschaft als ein Pionier der deutschen Wirtschaftsgeschichte. Ein weiterer Schwerpunkt seiner Arbeit war die deutsche Verfassungsgeschichte. So erschien 1910 von ihm eine zentrale Arbeit über Adel und deutsche Kirche im hohen Mittelalter.
1932 fasste Schulte nach eigner Aussage seine „wissenschaftliche Lebensarbeit“ in der voluminösen Gesamtdarstellung Der Deutsche Staat zusammen, das den Zeitraum von der Königswahl Heinrichs I. 919 bis zum Beginn des Ersten Weltkriegs 1914 umfasst. Ungeachtet des statischen Aufbaus des ganz auf die politische Geschichte fixierten Buchs demonstrierte Schulte hierin methodisches Verständnis, indem er die strukturelle Entwicklung (die „Dynamik der Geschichte unseres Staates“) der deutschen Verfassungsgeschichte über die Jahrhunderte verfolgte. Wenngleich eindeutig deutschnational in der Tendenz, enthielt er sich einer völkischen Argumentation, wie sie im Stil der Zeit jüngere „Grenzkampfforscher“ wie etwa Paul Wentzcke anklingen ließen. Im Nachwort seines 1933 veröffentlichten Buchs sprach Schulte zwar eine kurze Belobigung des nationalsozialistischen Regimes aus, das die „Liebe zum Vaterland gesteigert“ habe. Auf eine innere Parteinahme ist daraus allerdings kaum zu schließen.
Schultes große Synthese steht gleichwohl stellvertretend für sein ungebrochenes nationales Ethos und seine Prägung im Zeichen des deutsch-französischen Konflikts von der Frühen Neuzeit bis ins 20. Jahrhundert. Bereits 1892 hatte er die Tagebücher des badischen Markgrafen Ludwig Wilhelm (des „Türkenlouis“) herausgegeben und mit einer Darstellung des Pfälzischen Erbfolgekriegs aus deutsch-nationaler Sicht verbunden. Im Ersten Weltkrieg befürwortete er annexionistische Ziele der deutschen Reichsregierung (etwa gegenüber Belgien), um sich in seinem Buch Frankreich und das linke Rheinufer 1918 gegen Annexionsbestrebungen Frankreichs zu wenden – einem klassischen Erzeugnis der „Rheinkampf-Literatur“ von deutscher Seite. Auch Der Deutsche Staat, der mit einer Apologie der Reichsregierung und der Generalität vor und im Ersten Weltkrieg schließt, ist von der Argumentation geprägt, Deutschland sei über die Jahrhunderte von feindlichen Großmächten umzingelt gewesen und an der Entfaltung seiner Nationalstaatlichkeit gehindert worden.
Eine prägende wissenschaftspolitische Rolle in der Spätzeit der Weimarer Republik dürfte Schulte angesichts seines gehobenen Lebensalters und seines Ausscheidens aus dem Lehrbetrieb kaum gespielt haben. Immerhin trat er im Kontext der „Rheinischen Jahrtausendfeier“ von 1925 noch einmal hervor, ebenso bei der Konzeptionierung der unverkennbar volkstumsideologisch ausgerichteten Kulturraumforschung in den 1920er Jahren. Zu seinen Schülern zählte der Mediävist und Domkapitelforscher Leo Santifaller.

## Ehrungen
Schulte war Ehrendoktor der Universitäten Breslau (Dr. jur. h. c.) und Innsbruck (Dr. rer. pol. h. c.). Er war korrespondierendes Mitglied der Bayerischen Akademie der Wissenschaften in München (seit 1912), der Preußischen Akademie der Wissenschaften (seit 1922) und der Österreichischen Akademie der Wissenschaften in Wien (seit 1927). 1932 erhielt er den Bayerischen Maximiliansorden für Wissenschaft und Kunst. Am 3. Oktober 1937 wurde ihm die Goethe-Medaille für Kunst und Wissenschaft verliehen. Er war Ehrenphilister des K.St.V. Arminia Bonn im KV.
1978 wurde in Bonn die Aloys-Schulte-Straße nach ihm benannt.

## Schriften (Auswahl)
(zum Nachweis von Digitalisaten siehe Wikisource)
- Die sogenannte Chronik des Heinrich von Rebdorf. Ein Beitrag zur Quellenkunde des 14. Jahrhunderts. Dissertation, Münster 1879.
- Closener und Königshofen. Beiträge zur Geschichte ihres Lebens und der Entstehung ihrer Chroniken. In: Straßburger Studien – Zeitschrift für Geschichte, Sprache und Litteratur des Elsasses, Heft II und III, Trübner, Straßburg 1882, S. 277–299 (Google Books).
- Geschichte der Habsburger in den ersten drei Jahrhunderten. Studien. Wagner, Innsbruck 1887.
- Urkundenbuch der Stadt Straßburg. Bd. 3: Privatrechtliche Urkunden und Amtslisten von 1266 bis 1332. Trübner, Straßburg 1884.
- Urkundenbuch der Stadt Straßburg. Bd. 4,1: Nachträge und Register (mit Wilhelm Wiegand). Trübner, Straßburg 1898.
- Urkundenbuch der Stadt Straßburg. Bd. 4,2: Stadtrechte und Aufzeichnungen über bischöflich-städtische und bischöfliche Ämter (mit Georg Wolfram). Trübner, Straßburg 1887.
- Die Reichenauer Städtegründungen im 10. und 11. Jahrhundert mit einem ungedruckten Stadtrecht von 1100. In: Zeitschrift für die Geschichte des Oberrheins, Bd. 44 (1890), S. 137–169.
- Markgraf Ludwig Wilhelm von Baden und der Reichskrieg gegen Frankreich 1693–1697. 2 Bde. (Darstellung und Quellen), J. Bielefeld, Karlsruhe 1892; 2. Ausgabe, Winter, Heidelberg 1901.
- Gilg Tschudi, Glarus und Säckingen. In: Jahrbuch für Schweizerische Geschichte, Bd. 18 (1893), S. 3–157.
- Geschichte des mittelalterlichen Handels und Verkehrs zwischen Westdeutschland und Italien mit Ausschluß von Venedig. 2 Bände, Duncker & Humblot, Leipzig 1900 (Neudruck Duncker & Humblot, Berlin 1966).
- Die Fugger in Rom. Mit Studien zur Geschichte des kirchlischen Finanzwesens jener Zeit. 2  Bde. (Darstellung und Urkunden), Duncker & Humblot, Leipzig 1904.
- Der Adel und die deutsche Kirche im Mittelalter (= Kirchenrechtliche Abhandlungen. Bde. 63–64). Enke, Stuttgart 1910 (2. Auflage 1922, Nachdruck: WBG, Darmstadt 1958).
- Kaiser Maximilian I. als Kandidat für den päpstlichen Stuhl. 1511. Duncker & Humblot, Leipzig 1906.
- Die Schlacht bei Leipzig. Marcus & Weber, Bonn 1913.
- Frankreich und das linke Rheinufer. DVA, Stuttgart und Berlin 1918 (in französischer Übersetzung Lausanne 1919; Nachdruck 1997 in einem rechtsextremen Verlag als Frankreich und Deutschland. Zur Geschichte des Kampfes zwischen zwei Völkern, ISBN 3-927933-94-5).
- Vom Grutbiere. Eine Studie zur Wirtschafts- und Verfassungsgeschichte. In: Annalen des Historischen Vereins für den Niederrhein, Bd. 85 (1908), S. 118–146.
- Geschichte der Großen Ravensburger Handelsgesellschaft 1380–1530. 3 Bde. (2 Bde. Darstellung, 1 Bd. Quellen), DVA, Stuttgart und Berlin 1923 (Nachdruck: Steiner, Wiesbaden 1964).
- Die Kaiser- und Königskrönungen zu Aachen. 813–1531. In: Rheinische Neujahrsblätter, 1924 (Nachdruck: WBG, Darmstadt 1965).
- Tausend Jahre deutscher Geschichte und Kultur am Rhein (Herausgeberschaft). Schwann, Düsseldorf 1925.
- Der Deutsche Staat. Verfassung, Macht und Grenzen. DVA, Stuttgart 1933 (Nachdruck: Scientia, Aalen 1968).
- Der Plan der Angliederung von Ostfriesland, Emsland und Osnabrück an die Provinz Westfalen 1866–1869 (mit Eduard Schulte). In: Der Raum Westfalen, Bd. 2, 2: Untersuchungen zu seiner Geschichte und Kultur, Berlin 1934, S. 159–210.
- Deutsche Könige, Kaiser, Päpste als Kanoniker an deutschen und römischen Kirchen. In: Historisches Jahrbuch der Görres-Gesellschaft, Bd. 54 (1934) (Nachdruck: WBG, Darmstadt 1960).
- Aus dem alten Münster. Erinnerungen, Skizzen und Studien. Aschendorff, Münster 1936.